# Cyanothamnus
Cyanothamnus es un género con cuatro especies de plantas de flores perteneciente a la familia Rutaceae. 

## Especies seleccionadas
- Cyanothamnus anethifolius
- Cyanothamnus ramosus
- Cyanothamnus tenuis
- Cyanothamnus tridactylites